# Осада Смоленска (1613—1617)
Оса́да Смоле́нска 1613—1617 годов — эпизод русско-польской войны 1609—1618 годов. После освобождения Москвы от интервентов, русское правительство предприняло попытку отбить у поляков стратегически важную крепость Смоленск. Русские войска в течение почти четырёх лет вели затяжную и малоуспешную осаду города, которая заключалась в основном в блокаде гарнизона. За время осады не было предпринято ни одной попытки штурма. В начале 1617 года, в связи с начавшимся наступлением польско-литовских войск на Москву (поход Владислава), осада была снята. В итоге Смоленск по итогам войны остался за Речью Посполитой.

## Предыстория
После перехода от скрытой интервенции к открытому вторжению осенью 1609 года первой целью польско-литовской армии стал Смоленск. Город являлся наиболее укреплённым пунктом на западном направлении. Смоленск был взят только летом 1611 года, после длительной осады. Однако после постепенного преодоления Смуты, возвращение крепости на западной границе стало одной из главных целей правительства новой династии Романовых. Поход на Смоленск, по решению Земского собора, стал первой военной операцией возрождённой русской армии на завершающем периоде Смутного времени.

## Соотношение сил

### Русская армия
Собранная для похода на Смоленск армия в середине 1613 года по списку насчитывала 12250 человек (в том числе 136 московских чинов, 2658 городовых дворян и детей боярских, 1110 московских стрельцов, 40 служилых иноземцев, 1414 татар и новокрещен, 6892 казаков). Командование армией осуществляли воеводы Дмитрий Черкасский и Михаил Бутурлин. После ранения последнего вторым воеводой был назначен Иван Троекуров.
Списочная численность армии Черкасского была, по тем временам, чрезвычайно велика. В последующие годы войны правительству ни разу не удавалось собрать столь многочисленную рать. Однако следует учитывать, что в реальности в поход выступило меньше служилых людей. Например, по донесению Черкасского: «дворяня и дети боярския украинных городов на государеву службу под Смоленск не бывали многие, иные ис-под Смоленска сбежали». Очень частыми были отъезды из армии казачьих станиц, которые были самым ненадёжным элементов армии, но при этом составляли большинство.
В дальнейшем, в ходе затянувшейся осады, численность осадной армии постепенно снижалась. Войска под Смоленском постоянно сменялись, подобно «береговой службе» на юге России. В среднем в острожках под Смоленском насчитывалось около 5—6 тыс. человек. Так, например, в сентябре 1615 года она насчитывала 6072 человек (284 дворян и детей боярских, 1500 московских и новоприбранных стрельцов, 1785 стрельцов и казаков украинных городов и 2503 казаков)., а в сентябре 1616 года — 5071 человек (1171 дворян и детей боярских, 1158 стрельцов, 2707 казаков и 35 пушкарей). К концу же осады их количество сократилось до 3000 человек. За время осады дважды сменилось командование осадной армией. В июне 1615 года армию возглавили Иван Хованский и Мирон Вельяминов., а через год — Михаил Бутурлин и Исак Погожий, которые командовали армией до конца осады.

### Польско-литовская армия
После поражения под Москвой польско-литовских войск Смоленск стал главной базой противника на захваченных территориях. Однако уже в начале 1613 года большая часть войск под Смоленском, не получая положенного жалованья, образовала конфедерацию и покинула гарнизон, расположившись в Дорогобужском уезде. А в апреле 1613 года многие из них вообще вернулись в Речь Посполитую, так как резко обострилась обстановка на южных рубежах страны. В итоге гарнизон Смоленска к середине года составлял только 1000 человек.
С началом осады главной задачей польско-литовских войск стала поставка подкреплений в осаждённый город. После нескольких неудачных попыток в конце июня 1614 года Александру Сапеге удалось провести в Смоленск подкрепление, увеличив численность гарнизона до 1500—2000 человек. Учитывая, что подкрепление ещё дважды прорывалось в осажденную крепость, численность гарнизона удавалось удерживать на этом уровне.
Со стороны Великого княжества Литовского поддержку гарнизону оказывал полк, собранный в Орше под командованием оршанского старосты Александра Сапеги и велижского старосты Александра Корвина Гонсевского. Поддержку им оказывали отряды «лисовчиков» под командованием своего легендарного командира Александра Лисовского, а после его гибели — Станислава Чаплинского. Общая численность в период осады не превышала 2500 человек и существенно выросла только под конец кампании, когда стали массово прибывать литовские и коронные подкрепления, обеспечив численное превосходство противнику.

## Ход осады
Русская армия двинулась на юго-запад в Калугу, так как основные силы интервентов находились именно в этом районе. Наличные силы русского войска значительно превышали польско-литовско-запорожские отряды на западном и юго-западном направлениях, и при виде русского войска противник поспешил удалиться, и направление похода было изменено: «как воеводы … пришли под Калугу, а черкасы и литовские люди, которые стояли в серпейских и литовских местех, послыша на себя приход государевых людей и с тех мест пошли к Вязьме и Дорогобуже». Русские войска без боя заняли и Вязьму (7 июля 1613 года), и Дорогобуж.
Большим успехом стало взятие Белой, которая была по-настоящему важным форпостом на литовском рубеже. Подошедший русский авангард был атакован гарнизоном, состоящим из литовцев и наёмников, который потерпел неудачу и был загнан в крепость. Во время боя был тяжело ранен Михаил Бутурлин. Перспектива трудной осады, вид большой русской армии и щедрые посулы заставили наёмников сдать город, причём они сделали это, несмотря на активное сопротивление литовского гарнизона: «…немцы, видя над собою от государевых людей тесноту, государю добили челом и Белую здали. А литовских людей побили и Белую очистили совсем». После этих успехов войско подошло к главной цели своего похода — Смоленску.
Русские воеводы большие надежды возлагали на сдачу города, подобно Белой. О том, что ставка делалась на капитуляцию, а не штурм крепости, говорят и действия русского войска. За всё время осады не было предпринято ни одной попытки штурма или подкопа, под Смоленск вообще не посылалась мощная и многочисленная русская осадная артиллерия. Действия осадного войска ограничились постройкой укреплённых острожков и возведением засек на всех дорогах, ведущих в Литву: «воевода князь Дмитрей Черкасской … повеле по литовскому рубежу поставити острожки и дороги засещи».
Осаждая город, воеводы постоянно посылали небольшие, как правило казачьи, отряды в соседние волости для грабежа и захвата языков. Первые месяцы осады Смоленска позволяли рассчитывать на успех предприятия. Из города постоянно поступали сведения от перебежчиков и пленных о начавшемся голоде и волнениях среди воинских людей: «говорят де языки, что у смоленских сидельцов Шутцкой просил сроку до Великие дни. А на Велик день не будет выручки и они хотят идти из Смоленска вон, потому что запасов у них мало».
Несколько попыток литовцев, возглавляемых Оршанским старостой, прорваться через русские заслоны были успешно отражены. Так, 28 апреля они атаковали Катынский острог, но были разбиты и в ответной вылазке даже потеряли «разряд» — походную канцелярию: «Олександра Сопегу и Лисовского и польских и литовских людей, которые было пошли проходити в Смоленеск на рубеже побили и розряд Сопегин взяли, и языков поимали». Но в середине года успехи сменились неудачами. Несколько поражений в незначительных стычках не привели к отходу русских войск, однако вскоре литовцам удалось прорвать блокаду и перебросить в Смоленск подкрепления и припасы. Значительная часть воинов покинула свои позиции на подступах к крепости со стороны Литвы, открыв дорогу польско-литовским отрядам в Смоленск. Победа позволила литовцам укрепить гарнизон людьми и припасами, тем самым разрушив надежды русского командования на быстрый и удачный исход кампании.
Таким образом, уже к середине 1614 года шанс быстро вернуть Смоленск был упущен, и началась долгая осада города. Поляки и литовцы поначалу не могли предпринять активных действий против осадной армии. В 1615 году в районе Смоленска продолжались небольшие стычки, перемежавшиеся с переговорами. Значительные силы русской армии были отвлечены сначала на борьбу с казаками атамана Баловнева, а затем на отражение рейда полковника Лисовского.
Начало кампании 1616 года ознаменовалось знаменательной победой русского оружия. 11 января 1616 года из Смоленска был выслан отряд полковника Томашевского. Задачей расположившегося у села Колодни отряда было препятствовать сообщению русских осадных войск под Смоленском с Бельским гарнизоном. Сам факт беспрепятственного выхода из осаждённого города значительного отряда показывает, насколько слабой была блокада города. Воевода Иван Хованский выслал против интервентов отряд своего товарища Мирона Вельяминова, который «сшол их на бельской дороге и побил наголову, а в языцех взял полковника Тумашевского и ротмистров и поручиков и шляхты 200 человек, и знамёна и литавры поимал».

## Снятие осады Смоленска
Несмотря на частные успехи, в целом осада не давала результатов. Литовским отрядам ещё дважды удавалось прорваться в крепость и провести обозы. Положение армии осаждающих было довольно тяжёлым. Увеличивалось количество нетчиков-дворян, которые часто покидали лагерь, уезжая в свои поместья, ещё большим было число отъездов со стороны казаков. Кроме того, осадная армия была фактически разделена на два независимых отряда, воеводы которых не только мало взаимодействовали между собой, но и иногда откровенно враждовали.
Литовцы, в свою очередь, приступили к более активным действиям. Велижский староста Александр Гонсевский, собрав наличные силы, перешёл русский рубеж и расположился лагерем недалеко от Смоленска. Отсюда он намеревался при случае прорвать блокаду города. В начале октября около 3000 человек польско-литовских войск попыталось атаковать осадные острожки, но были отбиты вышедшими в поле русскими сотнями. Воеводы указывали, что Гонсевский ударил по русским укреплениям «не заходя в город Смоленск». Возможно, он не решился посылать припасы под угрозой удара со стороны осадной армии и решил деблокировать сначала город.
В следующем бою русские воеводы потерпели поражение: «ходили на Госевского таборы и литовские люди дождався их побили и поимали, а взяли голову стрелецкого Андрея Жукова». В ноябре отряд Гонсевского (до 2000 человек) совершил манёвр и встал лагерем между Дорогобужем и Смоленском, в селе Твердилицы, прервав тем самым снабжение осадной армии по Большой московской дороге. Мало того, литовские отряды совершали небольшие нападения на сам Дорогобуж. В конце месяца ему удалось выполнить ещё одну задачу — провести обоз с продовольствием и припасами в осаждённый город. С этого времени стало ясно, что осада Смоленска могла успешно продолжаться только после победы над войском Гонсевского. Выполнив первую задачу, литовский командующий стал дожидаться подкреплений для атаки на русские острожки под Смоленском, в которых тем временем начался голод. Русские ратные люди «хлебными запасами и конскими кормы оскудели, а иные починают есть кобылятину, а литовские люди приходят к острогу ежедено и тесноту чинят великую».
Для борьбы с литовцами в январе 1617 года начала снаряжаться новая армия во главе с князем Юрием Сулешевым и стольником Семеном Прозоровским. Её списочная численность составляла 3539 человек (490 московских чинов, 1076 дворян и детей боярских, 1000 стрельцов, 882 татар и новокрещен и 76 казаков). Сосредоточение полков в Дорогобуже завершилось в конце февраля 1617 года. Однако воеводы вновь мешкали, не нападая на явно уступающее им войско Гонсевского. В мае 1617 года, в связи с подходом на помощь Гонсевскому «лисовчиков» во главе с новым полковником Станиславом Чаплинским, которые совместными усилиями «к острогу приступали», русское осадное войско было вынуждено покинуть осадные острожки под Смоленском и отойти по направлению к Белой. На решение воевод повлияли известия о начале подготовки похода королевича Владислава, а также слабость собственных войск.

## Итоги
Безуспешная осада Смоленска предопределила неудачное завершение русско-польской войны 1609—1618 годов. По Деулинскому перемирию Речь Посполитая удержала за собой Смоленские земли, которые были возвращены только в 1654 году в начале очередной русско-польской войны 1654—1667 годов.